# دانشگاه ایالتی گاورنر
دانشگاه ایالتی گاورنر یک دانشگاه دولتی در یونیورسیتی پارک، ایلینوی است. این دانشگاه در سال ۱۹۶۹ تأسیس شده و در مقاطع کارشناسی، کارشناسی ارشد و دکترا برنامه‌های تحصیلی ارائه می‌دهد. دانشگاه گاورنر دارای چهار کالج است: کالج هنر و علوم، کالج تجارت، کالج آموزش، و کالج بهداشت و خدمات انسانی. میانگین سنی دانشجویان ۳۲٫۴ سال است و هفتاد درصد آنها زن هستند.

## تاریخچه
دانشگاه ایالتی گاورنر در ۱۷ ژوئیه ۱۹۶۹، زمانی که فرماندار ایلینویز، ریچارد بی. اوگیلوی، لایحه ۶۶۶ مجلس نمایندگان را امضا کرد، به عنوان یک مؤسسه آموزشی تحت حمایت دولت تأسیس شد. در ابتدا برنامه‌ریزی شده بود که در سپتامبر ۱۹۷۳ به روی دانشجویان باز شود، دوره برنامه‌ریزی چهار ساله به دو سال کاهش یافت و GSU اولین کلاس خود را با ۵۰۰ دانشجو در سپتامبر ۱۹۷۱ آغاز کرد. دانشگاه در طول ساخت و ساز پردیس از فضای انبار به عنوان کلاسهای موقت استفاده کرد.